# みんなのジャグラー
みんなのジャグラーは、北電子が2013年6月に発売したパチスロ機（5号機）。保安通信協会（保通協）における型式名は『みんなのジャグラーC』。

## 概要
北電子の創業50周年を記念した「みんなのジャグラープロジェクト」によって開発が進められた機種。
具体的には全国各地で開催されたイベントにおいてファンの希望する演出の投票を行い、その投票結果の上位の演出を従来のジャグラーシリーズに取り込むという形で開発が行われた。
従来のジャグラーシリーズ同様に「GOGOランプ」が光ればボーナス確定、というゲーム性は変わらないが、本機種ではファンの要望を受け以下のような演出が加わっている。これらの演出はプレミアム演出のため、発生した時点でBIGが確定する。
- GOGOランプがレインボーに光る
- レバーON時やリール停止時にフリーズが発生する
- レバーON時にリールが逆回転、その後7が一旦揃ってGOGOランプが点滅した後通常回転
- 第一及び第二停止時にGOGOランプ点灯
- レバーオン時にガコリ音発生（ハッピージャグラーVシリーズで搭載されていたもの）
- レバーオン時全消灯（クラシックジャグラー等で搭載されていたもの）
- 変則押し時にテンパイ音発生
- バウンドストップ発生

リプレイ絵柄には、ネズミ（名前は公募で「チュー助」と命名）をシリーズで初採用した。
また従来のジャグラーシリーズでは、ボーナスと同時当選する可能性がある小役はチェリーのみだったが、本機種ではピエロとの同時成立フラグが追加されている。

## スペック
※メーカー発表値。
| 設定 | BIG     | REG     | ボーナス合成 | 機械割 | ベース値 |
| ---- | ------- | ------- | ------------ | ------ | -------- |
| 1    | 1/264.3 | 1/455.1 | 1/167.2      | 97.2%  | 51.6%    |
| 2    | 1/264.3 | 1/409.6 | 1/160.6      | 98.1%  | 51.7%    |
| 3    | 1/260.1 | 1/390.0 | 1/156.0      | 99.2%  | 51.9%    |
| 4    | 1/256.0 | 1/343.1 | 1/146.6      | 101.6% | 52.6%    |
| 5    | 1/248.2 | 1/283.7 | 1/132.4      | 104.6% | 52.6%    |
| 6    | 1/231.6 | 1/244.5 | 1/118.9      | 109.8% | 53.5%    |